# Велике Маресево
Велике Маре́сево (рос. Большое Маресево, ерз. Марезь веле) — село у складі Чамзінського району Мордовії, Росія. Адміністративний центр Великомаресевського сільського поселення.

## Населення
Населення — 727 осіб (2010; 840 2002).
Національний склад (станом на 2002 рік):
- мордва — 79 %